# OTcl
OTcl 也就是""Object Tcl"",是麻省理工学院的David Wetherall在Tcl的基础上做了面向对象的封装后所延伸出来的脚本语言。它通常被用于Unix环境下运行的ns中。后来扩展成XOTcl。

## 语法介绍
在OTcl中，采用关键字instproc来定义一个成员函数，成员函数的定义和参数的定义与Tcl中相同，只需要在前面指定类名表示这个成员函数属于哪一个类。
```
// Sample code in OTcl
Class HelloWorld
HelloWorld instproc hello {} {
	puts "Hello world"
}

set helloworld [new HelloWorld]
//to run
$helloworld hello
```